# Лонкта-Гурна
Лонкта-Гурна (пол. Łąkta Górna) — село в Польщі, у гміні Жегоцина Бохенського повіту Малопольського воєводства.
Населення — 1570 осіб (2011).
У 1975-1998 роках село належало до Тарновського воєводства.

## Демографія
Демографічна структура станом на 31 березня 2011 року:
|          | Загалом | Допрацездатний вік | Працездатний вік | Постпрацездатний вік |
| -------- | ------- | ------------------ | ---------------- | -------------------- |
| Чоловіки | 811     | 182                | 556              | 73                   |
| Жінки    | 759     | 167                | 450              | 142                  |
| Разом    | 1570    | 349                | 1006             | 215                  |